# Fussball Club Wil 1900 2008-2009
Questa voce raccoglie le informazioni riguardanti il Fussball Club Wil 1900 nelle competizioni ufficiali della stagione 2008-2009.

## Stagione
Nella stagione 2008-2009 il Wil, allenato da Didi Münstermann, concluse il campionato di Challenge League al 3º posto. In Coppa Svizzera il Wil fu eliminato agli ottavi di finale dal Zurigo.

## Rosa
| N. |                     | Ruolo | Calciatore                |
| -- | ------------------- | ----- | ------------------------- |
| 1  | Svizzera (bandiera) | P     | Davide Taini              |
| 2  | Svizzera (bandiera) | D     | Yvan Bolay                |
| 3  | Svizzera (bandiera) | D     | Michael Keller            |
| 4  | Croazia (bandiera)  | D     | Stipe Matić               |
| 5  | Francia (bandiera)  | C     | Marko Muslin              |
| 6  | Polonia (bandiera)  | D     | Przemysław Mądry          |
| 7  | Svizzera (bandiera) | C     | Naim Haziri               |
| 8  | Brasile (bandiera)  | A     | Sílvio Carlos de Oliveira |
| 9  | Paraguay (bandiera) | A     | Darío Lezcano             |
| 10 | Germania (bandiera) | A     | Tim Grossklaus            |
| 11 | Svizzera (bandiera) | A     | Anto Franjic              |

| N. |                          | Ruolo | Calciatore         |
| -- | ------------------------ | ----- | ------------------ |
| 12 | Svizzera (bandiera)      | A     | Cédric Tsimba      |
| 13 | Svizzera (bandiera)      | D     | Lucca Kaiser       |
| 14 | Svizzera (bandiera)      | C     | Markus Gsell       |
| 16 | Svizzera (bandiera)      | C     | Christian Maag     |
| 17 | Liechtenstein (bandiera) | A     | Mathias Christen   |
| 19 | Svizzera (bandiera)      | D     | Diren Akdemir      |
| 21 | Svizzera (bandiera)      | D     | Nicolas Huber      |
| 22 | Svizzera (bandiera)      | C     | Yalcin Alci        |
| 23 | Mauritania (bandiera)    | D     | Sally Sarr         |
| 24 | Svizzera (bandiera)      | C     | Claudio Holenstein |
| 30 | Ungheria (bandiera)      | P     | Daniel Totka       |

## Organigramma societario
Area tecnica
- Allenatore: Didi Münstermann
- Allenatore in seconda:
- Preparatore dei portieri:
- Preparatori atletici:

## Calciomercato

### Sessione estiva
| Acquisti | Acquisti                  | Acquisti            | Acquisti |
| R.       | Nome                      | da                  | Modalità |
| -------- | ------------------------- | ------------------- | -------- |
| A        | Sílvio Carlos de Oliveira | Zurigo              |          |
| D        | Yvan Bolay                | Lugano              |          |
| D        | Vidak Bratić              | San Gallo           |          |
| A        | Mathias Christen          | Balzers             |          |
| A        | Anto Franjic              | Delémont            |          |
| C        | Samet Gündüz              | Basilea II          |          |
| C        | Hernâni Borges            | Beira-Mar           |          |
| A        | Darío Lezcano             | Sportivo Trinidense |          |
| D        | Przemysław Mądry          | Tur Turek           |          |

| Cessioni | Cessioni         | Cessioni          | Cessioni |
| R.       | Nome             | a                 | Modalità |
| -------- | ---------------- | ----------------- | -------- |
| C        | Sebastian Kollar | San Gallo         |          |
| D        | Ardian Laski     | Baden             |          |
| C        | Michael Lehmann  | Elversberg        |          |
| A        | Tomislav Mišura  | Gossau            |          |
| C        | Fabio Raimondi   | La Chaux-de-Fonds |          |
| A        | Jacopo Ravasi    | Lucerna           |          |
| A        | Samel Šabanović  | Grasshoppers      |          |
| D        | Lukas Schenkel   | San Gallo         |          |
| C        | Adrian Winter    | San Gallo         |          |
| D        | Fabio Zancanaro  | Gossau            |          |
| D        | Elsad Zverotić   | Lucerna           |          |

### Sessione invernale
| Acquisti | Acquisti       | Acquisti | Acquisti |
| R.       | Nome           | da       | Modalità |
| -------- | -------------- | -------- | -------- |
| D        | Diren Akdemir  | Vaduz    |          |
| A        | Tim Grossklaus | Vaduz    |          |

| Cessioni | Cessioni        | Cessioni          | Cessioni |
| R.       | Nome            | a                 | Modalità |
| -------- | --------------- | ----------------- | -------- |
| C        | Hernâni Borges  | Santa Clara       |          |
| D        | Jérôme Thiesson | Bellinzona        |          |
| D        | Vidak Bratić    | OFK Belgrado      |          |
| C        | Samet Gündüz    | Concordia Basilea |          |
| C        | Pa Modou Jagne  | San Gallo         |          |

## Risultati

### Challenge League

#### andata
| Arbitro: | Amhof |

|             |           |           |
| Rama 2’, 7’ | Marcatori | 59’ Jagne |

| Arbitro: | Speranda |

|                          |           |           |
| Christen 45’ Lezcano 56’ | Marcatori | 17’ Alija |

| Arbitro: | Grossen |

|                                    |           |  |
| Jagne 60’ (rig.), 65’ Ferreira 77’ | Marcatori |  |

| Losanna 16 agosto 2008, ore 18:30 CEST 4ª giornata | Losanna | 0 – 0 referto | Wil | Stade Olympique de la Pontaise (2 200 spett.)\| Arbitro: \| Bieri \| |
| Arbitro:                                           | Bieri   |               |     |                                                                      |

| Arbitro: | Jaccottet |

|                                        |           |                                      |
| Christen 4’ Jagne 12’ Matić 85’ (rig.) | Marcatori | 27’, 44’ Montandon 60’, 66’ Rennella |

| Arbitro: | Busacca |

|           |           |                                  |
| Ademi 41’ | Marcatori | 26’, 54’ Christen 90’ Holenstein |

| Wil 13 settembre 2008, ore 17:30 CEST 7ª giornata | Wil        | 0 – 0 referto | Stade Nyonnais | Stadion Bergholz (680 spett.)\| Arbitro: \| Laperrière \| |
| Arbitro:                                          | Laperrière |               |                |                                                           |

| Arbitro: | Wermelinger |

|  |           |           |
|  | Marcatori | 77’ Costa |

| Arbitro: | Studer |

|  |           |                   |
|  | Marcatori | 78’ (rig.) Silvio |

| Winterthur 27 ottobre 2008, ore 20:10 CET 10ª giornata | Winterthur | 0 – 0 referto | Wil | Stadion Schützenwiese (1 600 spett.)\| Arbitro: \| Devouge \| |
| Arbitro:                                               | Devouge    |               |     |                                                               |

| Arbitro: | Carrell |

|                        |           |  |
| Lezcano 55’ Gündüz 90’ | Marcatori |  |

| San Gallo 10 novembre 2008, ore 20:10 CET 12ª giornata | San Gallo | 0 – 0 referto | Wil | AFG Arena (14 685 spett.)\| Arbitro: \| Studer \| |
| Arbitro:                                               | Studer    |               |     |                                                   |

| Arbitro: | Circhetta |

|            |           |                           |
| Silvio 15’ | Marcatori | 13’ Bühler 35’ Gavranović |

| Arbitro: | Bieri |

|                         |           |                  |
| Schneuwly 31’ Madou 49’ | Marcatori | 87’ (rig.) Matić |

| Arbitro: | Hänni |

|                      |           |                              |
| Silvio 42’ Matić 59’ | Marcatori | 8’ Reyes 14’ Kuhl 39’ Senger |

#### ritorno
| Gossau 28 marzo 2009, ore 16:30 CET 16ª giornata | Gossau    | 0 – 0 referto | Wil | Sportanlage Buechenwald (600 spett.)\| Arbitro: \| Jaccottet \| |
| Arbitro:                                         | Jaccottet |               |     |                                                                 |

| Arbitro: | Poma |

|  |           |           |
|  | Marcatori | 58’ Mądry |

| Arbitro: | Winter |

|                         |           |  |
| Akdemir 29’ Lezcano 34’ | Marcatori |  |

| Arbitro: | Gremaud |

|  |           |                      |
|  | Marcatori | 19’ Silvio 56’ Gsell |

| Arbitro: | Klossner |

|                       |           |              |
| Akdemir 25’ Gsell 56’ | Marcatori | 62’ Pavlović |

| Arbitro: | Hänni |

|          |           |  |
| Zari 35’ | Marcatori |  |

| Arbitro: | Klossner |

|                |           |             |
| Vitkieviez 45’ | Marcatori | 31’ Lezcano |

| Arbitro: | Laperrière |

|             |           |  |
| Lezcano 81’ | Marcatori |  |

| Arbitro: | Grossen |

|            |           |              |
| Silvio 85’ | Marcatori | 53’ Sprunger |

| Arbitro: | Amhof |

|                                  |           |                                    |
| Muff 33’ Thüring 56’ Schürpf 59’ | Marcatori | 4’, 64’, 88’ Silvio 51’ Grossklaus |

| Arbitro: | Graf |

|           |           |               |
| Gsell 86’ | Marcatori | 33’ Muntwiler |

| Arbitro: | Devouge |

|                |           |           |
| Gavranović 47’ | Marcatori | 35’ Gsell |

| Arbitro: | Kever |

|                      |           |  |
| Silvio 17’ Gsell 90’ | Marcatori |  |

| Arbitro: | Grossen |

|                          |           |  |
| Silvio 4’ Gsell 37’, 73’ | Marcatori |  |

| Arbitro: | Amhof |

|  |           |           |
|  | Marcatori | 37’ Gsell |

### Coppa Svizzera
| 21 settembre 2008, ore 15:00 CEST Primo turno | Biaschesi | 0 – 1 | Wil |  |

| 18 ottobre 2008, ore 14:30 CEST Secondo turno | Höngg | 0 – 3 | Wil |  |

| 23 novembre 2008, ore 14:30 CET Ottavi di finale | Wil | 0 – 1 | Zurigo |  |

## Statistiche

### Statistiche di squadra
| Competizione     | Punti | In casa | In casa | In casa | In casa | In casa | In casa | In trasferta | In trasferta | In trasferta | In trasferta | In trasferta | In trasferta | Totale | Totale | Totale | Totale | Totale | Totale | DR  |
| Competizione     | Punti | G       | V       | N       | P       | Gf      | Gs      | G            | V            | N            | P            | Gf           | Gs           | G      | V      | N      | P      | Gf     | Gs     | DR  |
| ---------------- | ----- | ------- | ------- | ------- | ------- | ------- | ------- | ------------ | ------------ | ------------ | ------------ | ------------ | ------------ | ------ | ------ | ------ | ------ | ------ | ------ | --- |
| Challenge League | 51    | 15      | 8       | 3       | 4       | 25      | 14      | 15           | 6            | 6            | 3            | 16           | 11           | 30     | 14     | 9      | 7      | 41     | 25     | +16 |
| Coppa Svizzera   | -     | 1       | 0       | 0       | 1       | 0       | 1       | 2            | 2            | 0            | 0            | 4            | 0            | 3      | 2      | 0      | 1      | 4      | 1      | +3  |
| Totale           | 51    | 16      | 8       | 3       | 5       | 25      | 15      | 17           | 8            | 6            | 3            | 20           | 11           | 33     | 16     | 9      | 8      | 45     | 26     | +19 |

### Andamento in campionato
| Giornata  | 1 | 2 | 3 | 4 | 5 | 6 | 7 | 8 | 9 | 10 | 11 | 12 | 13 | 14 | 15 | 16 | 17 | 18 | 19 | 20 | 21 | 22 | 23 | 24 | 25 | 26 | 27 | 28 | 29 | 30 |
| --------- | - | - | - | - | - | - | - | - | - | -- | -- | -- | -- | -- | -- | -- | -- | -- | -- | -- | -- | -- | -- | -- | -- | -- | -- | -- | -- | -- |
| Luogo     | T | C | C | T | C | T | C | C | T | T  | C  | T  | C  | T  | C  | T  | T  | C  | T  | C  | T  | T  | C  | C  | T  | C  | T  | C  | C  | T  |
| Risultato | P | V | V | N | P | V | N | P | V | N  | V  | N  | P  | P  | P  | N  | V  | V  | V  | V  | P  | N  | V  | N  | V  | N  | N  | V  | V  | V  |
| Posizione | 9 | 8 | 6 | 5 | 6 | 4 | 7 | 8 | 7 | 7  | 5  | 5  | 7  | 7  | 8  | 8  | 7  | 5  | 5  | 5  | 5  | 5  | 5  | 5  | 4  | 4  | 5  | 5  | 3  | 3  |

Legenda:

Luogo: C = Casa; T = Trasferta. Risultato: V = Vittoria; N = Pareggio; P = Sconfitta.

### Statistiche dei giocatori
| D. Akdemir    | 13 | 2  | 2 | 0 |
| Y. Alci       | 1  | 0  | 1 | 0 |
| Y. Bolay      | 21 | 0  | 2 | 0 |
| V. Bratić     | 1  | 0  | 0 | 0 |
| M. Christen   | 15 | 4  | 0 | 0 |
| I. Ferreira   | 2  | 1  | 0 | 0 |
| A. Franjic    | 24 | 0  | 2 | 0 |
| T. Grossklaus | 11 | 1  | 0 | 0 |
| M. Gsell      | 27 | 8  | 6 | 0 |
| S. Gündüz     | 12 | 1  | 1 | 0 |
| N. Haziri     | 28 | 0  | 3 | 0 |
| H. Hernâni    | 7  | 0  | 0 | 0 |
| C. Holenstein | 3  | 1  | 1 | 0 |
| N. Huber      | 22 | 0  | 3 | 0 |
| P. Jagne      | 12 | 4  | 1 | 1 |
| L. Kaiser     | 16 | 0  | 1 | 0 |
| M. Keller     | 1  | 0  | 0 | 0 |
| D. Lezcano    | 26 | 5  | 4 | 0 |
| C. Maag       | 10 | 0  | 0 | 0 |
| S. Matić      | 28 | 3  | 4 | 1 |
| M. Muslin     | 15 | 0  | 3 | 0 |
| P. Mądry      | 25 | 1  | 0 | 0 |
| S. Sarr       | 11 | 0  | 0 | 0 |
| C. Silvio     | 20 | 10 | 4 | 1 |
| D. Taini      | 29 | 0  | 4 | 0 |
| J. Thiesson   | 15 | 0  | 1 | 0 |
| D. Totka      | 2  | 0  | 0 | 0 |
| C. Tsimba     | 8  | 0  | 0 | 0 |